# Beuil

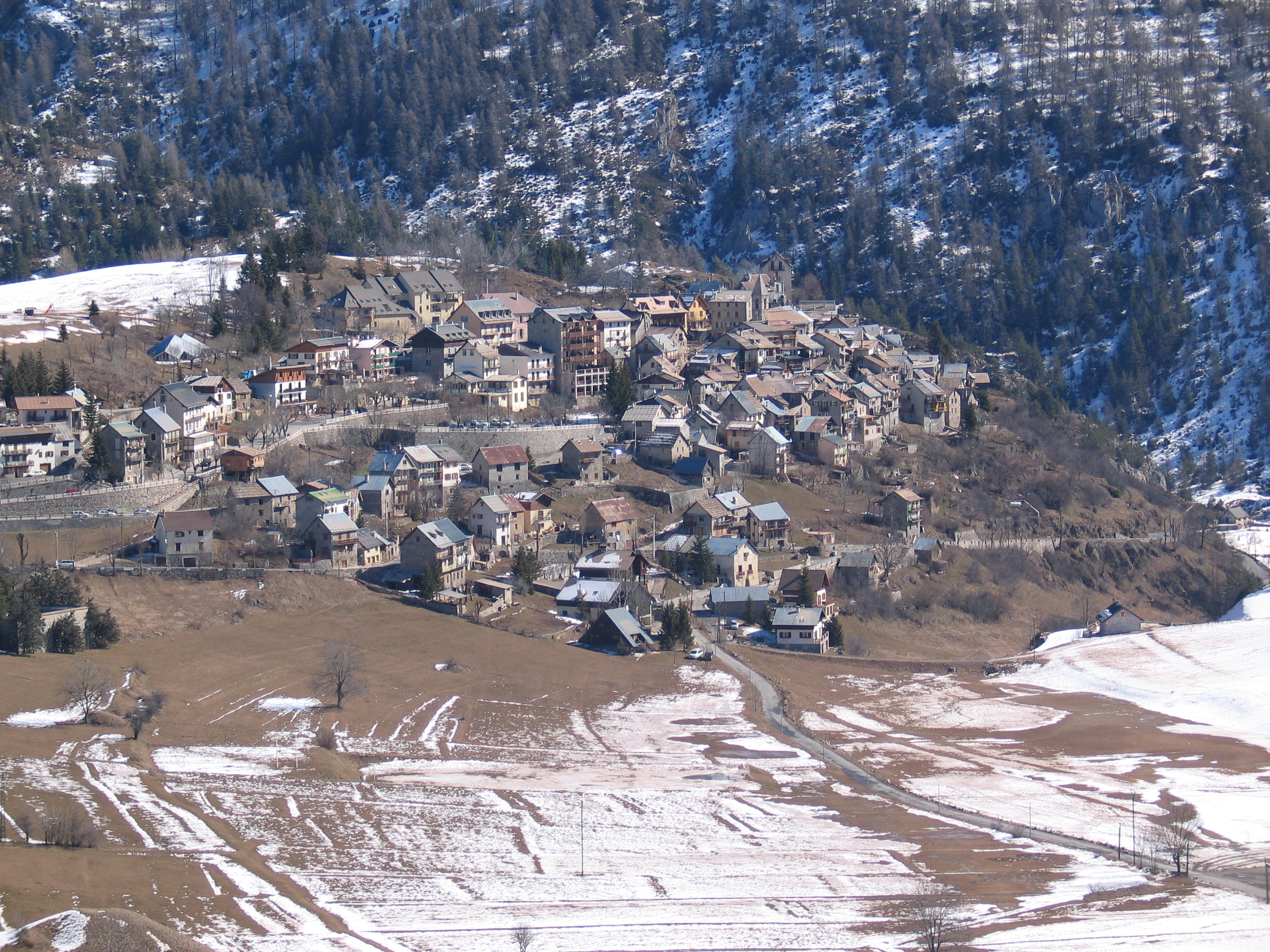
Zicht op Beuil

Beuil (Occitaans: Buelh; Italiaans (verouderd): Boglio) is een gemeente in het Franse departement Alpes-Maritimes (regio Provence-Alpes-Côte d'Azur) en telt 460 inwoners (2004). De plaats maakt deel uit van het arrondissement Nice.
Beuil was een van de eerste ski-oorden in de Alpes-Maritimes. De kerk gewijd aan Johannes de Doper en Onze-Lieve-Vrouw van de Rozenkrans dateert uit de 17e eeuw.

## Geografie
De oppervlakte van Beuil bedraagt 82,5 km², de bevolkingsdichtheid is 5,6 inwoners per km². Ten noorden van Beuil, op de flanken van de Mont Mounier (2817 m), ontspringt de Cians. De rivier stroomt door de gemeente en heeft ten zuiden van Beuil de rivierkloof Gorges du Cians uitgesleten in de rode schist.
De onderstaande kaart toont de ligging van Beuil met de belangrijkste infrastructuur en aangrenzende gemeenten.

## Demografie
Onderstaande figuur toont het verloop van het inwonertal (bron: INSEE-tellingen).
Vanwege een beveiligingsprobleem met de MediaWiki Graph-software is het momenteel niet mogelijk deze grafiek weer te geven. Zodra de software is bijgewerkt zal de grafiek vanzelf weer zichtbaar worden.